# Briquenay
Briquenay est une commune française située dans le département des Ardennes, en région Grand Est.

## Géographie
La commune est située dans la vallée de L'Agron, affluent de l'Aire et dont un sous-affluent traverse le village. Le sol est composé d'alluvions argileuses et sableuses.
| Boult-aux-Bois | Germont   | Harricourt            |
|                | Briquenay | Thénorgues Verpel     |
| Longwé         | Grandpré  | Beffu-et-le-Morthomme |

### Hydrographie
La commune est traversée par la ligne de partage des eaux entre  les bassins hydrographiques Rhin-Meuse et Seine-Normandie. Elle est drainée par le ruisseau de Briquenay, le ruisseau du Moulin, le ruisseau de Talma, le ruisseau le Barosset, la Fosse de Quinguy, le Fossé de la Fourche, le Fossé 04 du Grand Bourgogne Bois et divers autres petits cours d'eau,.

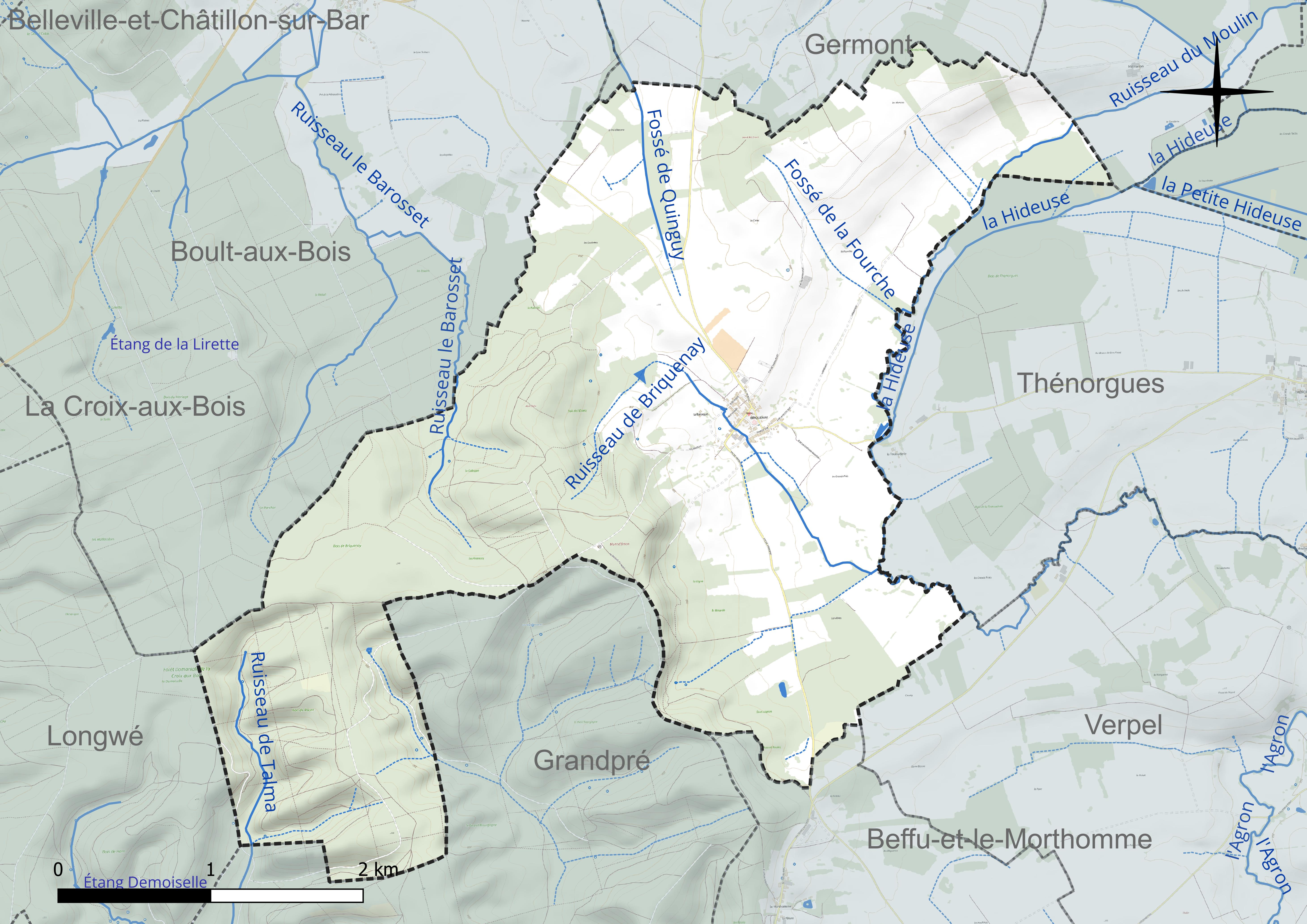
Réseau hydrographique de Briquenay.

### Climat
Pour des articles plus généraux, voir Climat du Grand Est et Climat des Ardennes.
En 2010, le climat de la commune est de type climat des marges montargnardes, selon une étude du Centre national de la recherche scientifique s'appuyant sur une série de données couvrant la période 1971-2000. En 2020, Météo-France publie une typologie des climats de la France métropolitaine dans laquelle la commune est exposée à un climat océanique altéré et est dans une zone de transition entre les régions climatiques « Nord-est du bassin Parisien » et « Lorraine, plateau de Langres, Morvan ».
Pour la période 1971-2000, la température annuelle moyenne est de 9,9 °C, avec une amplitude thermique annuelle de 15,7 °C. Le cumul annuel moyen de précipitations est de 900 mm, avec 13,3 jours de précipitations en janvier et 9,2 jours en juillet. Pour la période 1991-2020, la température moyenne annuelle observée sur la station météorologique de Météo-France la plus proche, « Buzancy_sapc », sur la commune de Buzancy à 6 km à vol d'oiseau, est de 10,9 °C et le cumul annuel moyen de précipitations est de 862,0 mm. 
La température maximale relevée sur cette station est de 40,7 °C, atteinte le 25 juillet 2019 ; la température minimale est de −15,8 °C, atteinte le 20 décembre 2009,,.
Les paramètres climatiques de la commune ont été estimés pour le milieu du siècle (2041-2070) selon différents scénarios d'émission de gaz à effet de serre à partir des nouvelles projections climatiques de référence DRIAS-2020. Ils sont consultables sur un site dédié publié par Météo-France en novembre 2022.

## Urbanisme

### Typologie
Au 1er janvier 2024, Briquenay est catégorisée commune rurale à habitat dispersé, selon la nouvelle grille communale de densité à 7 niveaux définie par l'Insee en 2022.
Elle est située hors unité urbaine. Par ailleurs la commune fait partie de l'aire d'attraction de Vouziers, dont elle est une commune de la couronne,. Cette aire, qui regroupe 45 communes, est catégorisée dans les aires de moins de 50 000 habitants,.

### Occupation des sols
L'occupation des sols de la commune, telle qu'elle ressort de la base de données européenne d’occupation biophysique des sols Corine Land Cover (CLC), est marquée par l'importance des forêts et milieux semi-naturels (54,8 % en 2018), en augmentation par rapport à 1990 (53,2 %). La répartition détaillée en 2018 est la suivante : 
forêts (54,8 %), prairies (31 %), terres arables (9,6 %), zones agricoles hétérogènes (2,9 %), zones urbanisées (1,7 %). L'évolution de l’occupation des sols de la commune et de ses infrastructures peut être observée sur les différentes représentations cartographiques du territoire : la carte de Cassini (XVIIIe siècle), la carte d'état-major (1820-1866) et les cartes ou photos aériennes de l'IGN pour la période actuelle (1950 à aujourd'hui).

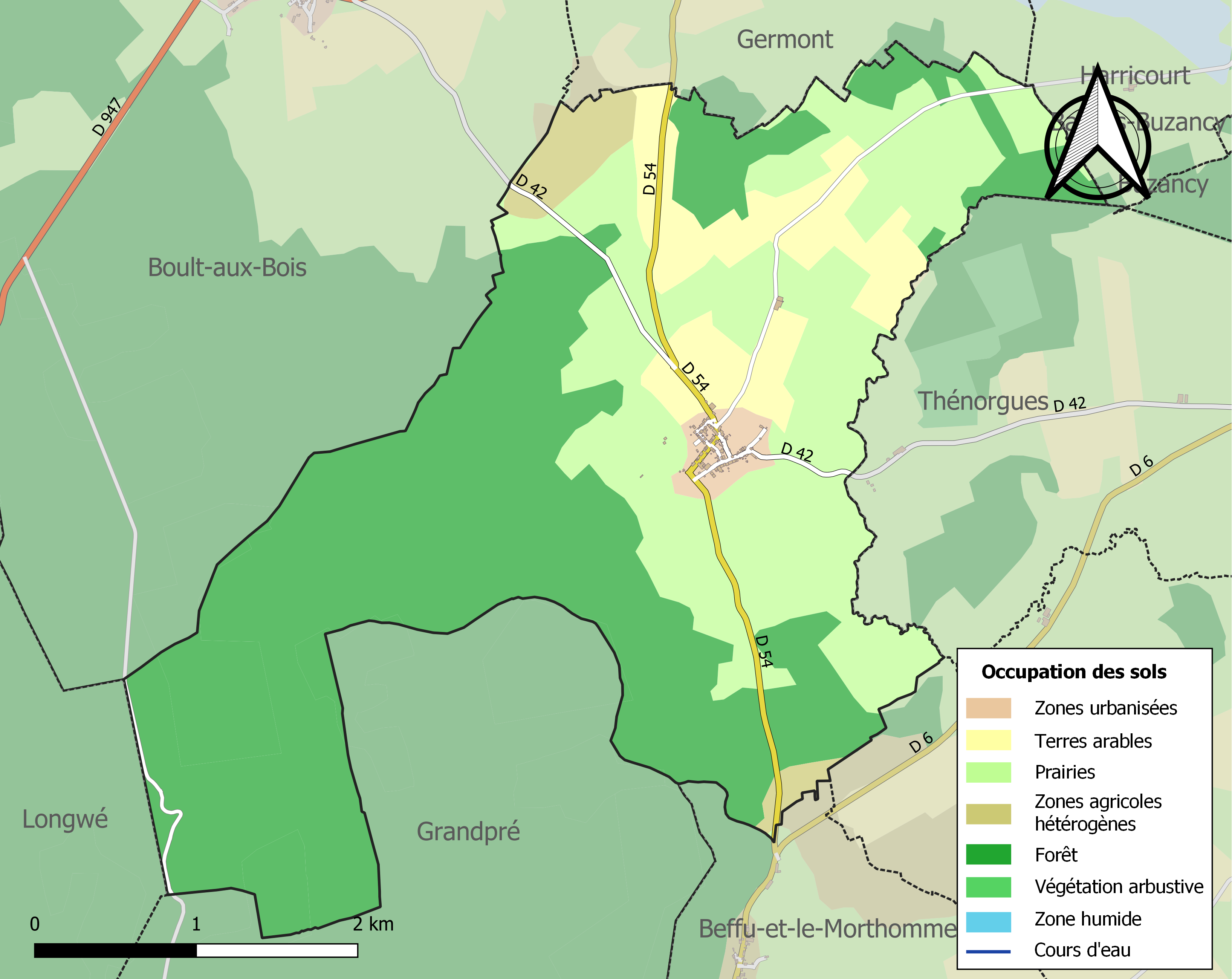
Carte des infrastructures et de l'occupation des sols de la commune en 2018 (CLC).

## Histoire
La première mention de la commune apparaît en 1422 lorsque Henri V, comte de Grandpré, affirme tenir cette propriété comme fief du comte de Champagne.

## Politique et administration
| Période                                  | Période                        | Identité           | Étiquette | Qualité |
| ---------------------------------------- | ------------------------------ | ------------------ | --------- | ------- |
| 1919                                     | 1929                           | Eugène Betrand     |           |         |
| 1929                                     | 1944                           | Arthur Marc        |           |         |
| 1944                                     | 1947                           | Camille Simon      |           |         |
| 1947                                     |                                | Jean Decorne       |           |         |
| mars 2001                                | mars 2008                      | Monique Chance     |           |         |
| mars 2008                                | mars 2014                      | Régis Cabadet      |           |         |
| mars 2014                                | 23 avril 2014                  | Jean-Yves Pic      |           |         |
| Septembre 2021                           | En cours (au 5 septembre 2022) | Jean-Michel Chance |           |         |
| Les données manquantes sont à compléter. |                                |                    |           |         |

## Démographie
L'évolution du nombre d'habitants est connue à travers les recensements de la population effectués dans la commune depuis 1793. Pour les communes de moins de 10 000 habitants, une enquête de recensement portant sur toute la population est réalisée tous les cinq ans, les populations de référence des années intermédiaires étant quant à elles estimées par interpolation ou extrapolation. Pour la commune, le premier recensement exhaustif entrant dans le cadre du nouveau dispositif a été réalisé en 2008.

En 2022, la commune comptait 89 habitants, en évolution de −12,75 % par rapport à 2016 (Ardennes : −2,97 %, France hors Mayotte : +2,11 %).
| 1793 | 1800 | 1806 | 1821 | 1831 | 1836 | 1841 | 1846 | 1851 |
| ---- | ---- | ---- | ---- | ---- | ---- | ---- | ---- | ---- |
| 439  | 446  | 469  | 466  | 482  | 476  | 470  | 250  | 462  |

| 1866 | 1872 | 1876 | 1881 | 1886 | 1891 | 1896 | 1901 | 1906 |
| ---- | ---- | ---- | ---- | ---- | ---- | ---- | ---- | ---- |
| 397  | 419  | 415  | 382  | 350  | 335  | 318  | 318  | 301  |

| 1911 | 1921 | 1926 | 1931 | 1936 | 1946 | 1954 | 1962 | 1968 |
| ---- | ---- | ---- | ---- | ---- | ---- | ---- | ---- | ---- |
| 301  | 239  | 236  | 213  | 203  | 154  | 141  | 126  | 130  |

| 1975 | 1982 | 1990 | 1999 | 2006 | 2008 | 2013 | 2018 | 2022 |
| ---- | ---- | ---- | ---- | ---- | ---- | ---- | ---- | ---- |
| 103  | 94   | 98   | 113  | 125  | 128  | 115  | 94   | 89   |

## Lieux et monuments
Église Saint-Jean-Baptiste : l'édifice initial fut construit au XIIIe siècle mais était en partie ruiné en 1674. Elle abritait diverses inscriptions commémoratives (1573, 1681, 1693) qui furent relevées par le Docteur Vincent mais qui ont depuis disparu.

## Personnalités liées à la commune
- Martin-Pierre Crussaire, y naquit en 1755. Il est l'auteur d'études juridiques sur la rédaction du code civil et du code pénal français lors de leur rédaction[20].
- François-Joseph Crussaire, son frère, y naquit en 1759. Il était un dessinateur et graveur[21].